# العلاقات السنغافورية السيشلية
العلاقات السنغافورية السيشلية هي العلاقات الثنائية التي تجمع بين سنغافورة وسيشل.

## مقارنة بين البلدين
هذه مقارنة عامة ومرجعية للدولتين:
| وجه المقارنة                                              | سنغافورة                                                             | سيشل                                                |
| --------------------------------------------------------- | -------------------------------------------------------------------- | --------------------------------------------------- |
| المساحة (كم2)                                             | 719                                                                  | 459                                                 |
| عدد السكان (نسمة)                                         | 5.89 مليون                                                           | 95.84 ألف                                           |
| الكثافة السكانية (ن./كم²)                                 | 819.19 ألف                                                           | 20.88 ألف                                           |
| العاصمة                                                   | سنغافورة                                                             | فيكتوريا                                            |
| اللغة الرسمية                                             | لغة إنجليزية، اللغة الملايو، اللغة الصينية القياسية، اللغة التاميلية | لغة فرنسية، لغة إنجليزية، اللغة الكريولية السيشيلية |
| العملة                                                    | دولار سنغافوري                                                       | روبية سيشلية                                        |
| الناتج المحلي الإجمالي (بليون دولار)                      | 323.91 مليار                                                         | 1.49 مليار                                          |
| الناتج المحلي الإجمالي (تعادل القوة الشرائية) بليون دولار | 472.59 مليار                                                         | 2.54 مليار                                          |
| الناتج المحلي الإجمالي الاسمي للفرد دولار أمريكي          | 52.89 ألف                                                            | 15.48 ألف                                           |
| الناتج المحلي الإجمالي للفرد دولار أمريكي                 | 82.76 ألف                                                            | 26.42 ألف                                           |
| مؤشر التنمية البشرية                                      | 0.925                                                                | 0.772                                               |
| رمز المكالمات الدولي                                      | +65                                                                  | +248                                                |
| رمز الإنترنت                                              | .sg                                                                  | .sc                                                 |
| المنطقة الزمنية                                           | ت ع م+08:00، توقيت سنغافورة المنسق ‏                                  | ت ع م+04:00                                         |

## منظمات دولية مشتركة
يشترك البلدان في عضوية مجموعة من المنظمات الدولية، منها:
| علم المنظمة | اسم المنظمة                               | تاريخ انضمام سنغافورة | تاريخ انضمام سيشل |
| ----------- | ----------------------------------------- | --------------------- | ----------------- |
|             | يونسكو                                    | 8 أكتوبر 2007         | 18 أكتوبر 1976    |
|             | وكالة ضمان الاستثمار متعدد الأطراف        | 24 فبراير 1998        | 15 سبتمبر 1992    |
|             | الأمم المتحدة                             | 21 سبتمبر 1965        | 21 سبتمبر 1976    |
|             | دول الكومنولث                             | ?                     | 1976              |
|             | الاتحاد البريدي العالمي                   | ?                     | ?                 |
|             | البنك الدولي للإنشاء والتعمير             | 3 أغسطس 1966          | 29 سبتمبر 1980    |
|             | الاتحاد الدولي للاتصالات                  | 22 أكتوبر 1965        | 17 سبتمبر 1999    |
|             | منظمة حظر الأسلحة الكيميائية              | ?                     | 29 أبريل 1997     |
|             | مؤسسة التمويل الدولية                     | 4 سبتمبر 1968         | 11 يونيو 1981     |
|             | المركز الدولي لتسوية المنازعات الاستشارية | 13 نوفمبر 1968        | 19 أبريل 1978     |
|             | تحالف الدول الجزرية الصغيرة               | ?                     | ?                 |
|             | منظمة الشرطة الجنائية الدولية             | ?                     | 1 سبتمبر 1977     |

## وصلات خارجية
- موقع وزارة الخارجية السنغافورية
- موقع وزارة الخارجية السيشلية